# Улица Александра Клубова (Вологда)
Улица Александра Клубова — улица в Вологде. Крупнейшая улица северо-западной части города, проходит от железнодорожного переезда на проспект Победы до моста через реку Тошня (район Григорьевское). За мостом переходит в автотрассу в направлении города Кириллов. Направление улицы — с востока на запад.
Основные прилегающие территории — промзоны. В средней части улицы — пересекает соединительную железнодорожную линию. Жилая застройка только в западной части улицы. Дом 56 — школа № 27. Дом 63а - часовня Александра Невского, построенная в деревне Григорьевское во второй половине XIX века, объект культурного наследия регионального значения.
Транспорт: начало — остановки «ВРЗ» и «Станкозавод» (автобусы 8, 10, 23); середина — остановки «Мясомолмаш» (автобусы 8, 10, 23) и «Западная» (автобус 10); к дому 56 — остановка «Школа» (автобус 10); конец — остановка «Переезд» (автобусы 10, 99).
До 1975 года — Верхневологодское шоссе. Современное название в честь дважды Героя Советского Союза, советского лётчика, участника Великой Отечественной войны Александра Клубова (1918—1944).